# Sentimento reciproco
Sentimento reciproco è un singolo del rapper italiano Inoki, pubblicato il 16 febbraio 2007 come primo estratto dal terzo album in studio Nobiltà di strada.
Il video musicale del singolo è stato trasmesso dall'emittente televisiva MTV Italia.

## Tracce
CD
1. Sentimento reciproco – 3:36
2. Sentimento reciproco (Instrumental) – 3:36
3. Sentimento reciproco (Video) – 3:36

Download digitale
1. Sentimento reciproco – 3:36